# Eumichtis
Eumichtis is een geslacht van vlinders van de familie Uilen (Noctuidae), uit de onderfamilie Cuculliinae.

## Soorten
- E. adducta Felder, 1872
- E. aurora Turati, 1924
- E. copahuensis Köhler, 1979
- E. cuzcoensis Köhler, 1979
- E. chlorograpta Dognin, 1907
- E. chlorosticta Dyar, 1916
- E. dyssymetrica Rungs, 1967
- E. exstrigata Dognin, 1914
- E. fiorii Boursin, 1940
- E. hita Dognin, 1897
- E. johanna Staudinger, 1897
- E. jucunda Jones, 1908
- E. jucundissima Zerny, 1916
- E. lea Staudinger, 1897
- E. lichenea Hübner, 1827
- E. mamestroides Jones, 1914

- E. mohina Dognin
- E. nubilis Köhler, 1979
- E. photophila Butler, 1882
- E. pullata Berg, 1885
- E. rubrimixta Hampson, 1906
- E. rupicola Turati, 1934
- E. subterminalis Hampson, 1911
- E. susica Rungs, 1950
- E. variabile Stertz, 1915